# 콜라로보

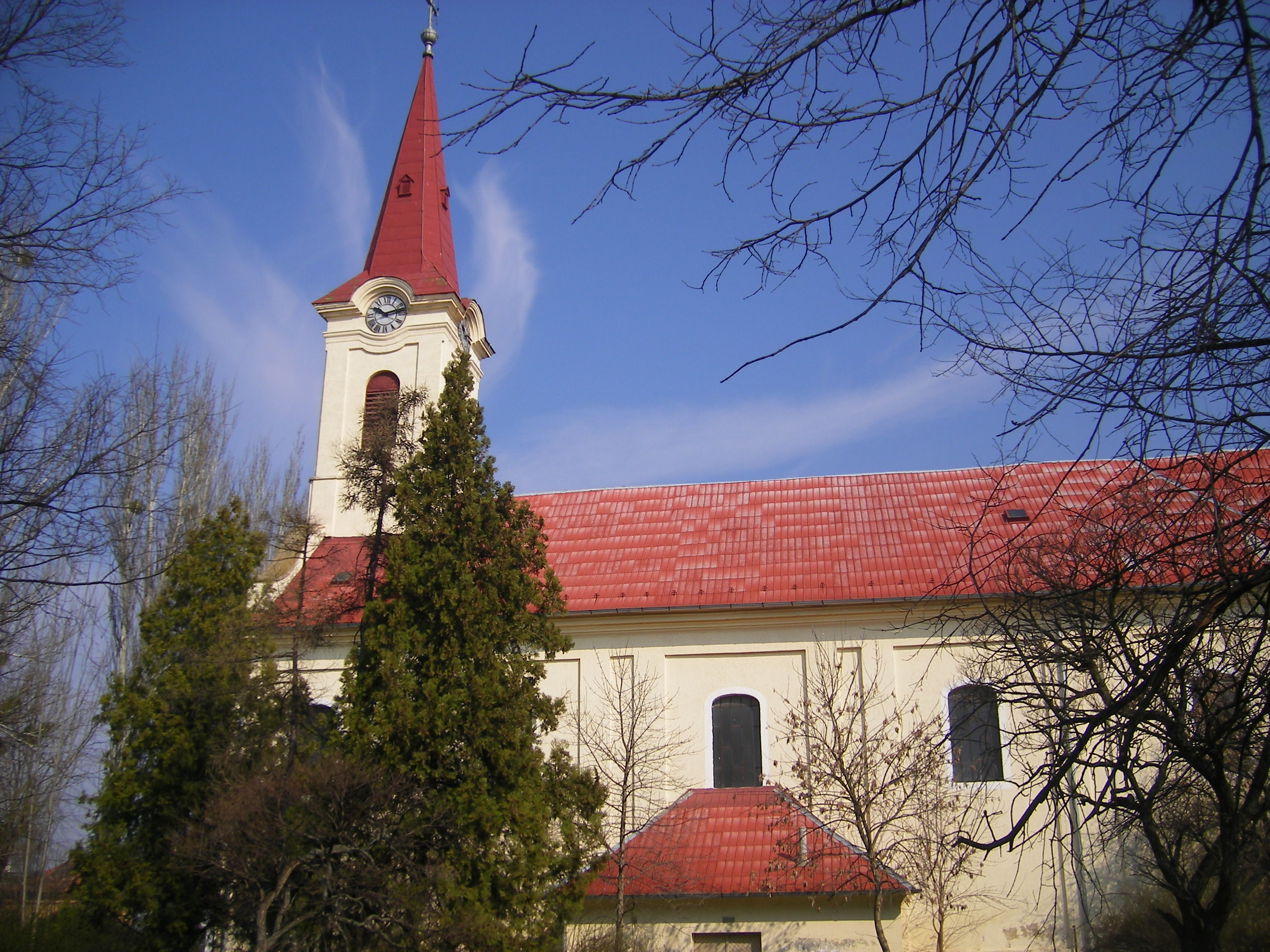
콜라로보 교회

콜라로보(슬로바키아어: Kolárovo, 1948년까지 사용한 이름: 구타(슬로바키아어: Guta), 헝가리어: Gúta 구터[*])는 슬로바키아 니트라주에 위치한 도시로 면적은 106.823 km2, 높이는 111 m, 인구는 20,705명(2005년 기준), 인구 밀도는 635명/km2이다.
바흐강과 소도나우강이 합류하는 지점에 위치한다. 1268년 헝가리의 벨러 4세 국왕이 작성한 에스테르곰 대주교가 소유한 영지에 관한 문서에서 '구터'(Guta)라는 이름으로 처음 등장했다. 1948년에는 슬로바키아의 작가인 얀 콜라르(Ján Kollár)를 기념하기 위해 지금과 같은 이름으로 바뀌었다.

시 문장